# On Air (album d'Alan Parsons)
Pour les articles homonymes, voir On Air.
Albums de Alan Parsons
Try Anything Once
(1993) The Time Machine
(1999)
On Air est le titre du deuxième album solo d'Alan Parsons, après la séparation du groupe Alan Parsons Project. L'album a été enregistré entre décembre 1995 et juin 1996, et est sorti en septembre 1996.

## Concept de l'album
L'album, conçu avec le guitariste Ian Bairnson, a comme trame de fond l'histoire de l'exploration aérienne, depuis le mythe d'Icare jusqu'aux missions Apollo, en passant par les machines volantes de Léonard de Vinci. Une des particularités de cet album est le soin particulier apporté au mixage et aux effets sonores, le CD étant à la fois stéréo et en DTS 5.1.

## Liste des morceaux
1. Blue Blue Sky - (Bairnson) Chant Eric Stewart – 1:38
2. Too Close To The Sun - (Parsons, Bairnson, Elliott) Chant Neil Lockwood – 5:04
3. Blown By The Wind - (Bairnson) Chant  Eric Stewart – 5:25
4. Cloudbreak - (Bairnson, Parsons, Elliott) Instrumental – 4:39
5. I Can't Look Down - (Bairnson) Chant  Neil Lockwood – 4:37
6. Brother Up In Heaven (dedicated to Erik Mounsey 1965-1994) - (Bairnson) Chant  Neil Lockwood – 4:02
7. Fall Free (inspired by skysurfer Rob Harris 1966-1995) - (Bairnson, Elliott, Parsons) Chant Steve Overland – 4:21
8. Apollo - (Elliott, Parsons, Bairnson) Instrumental with John F. Kennedy audio clips – 6:06
9. So Far Away - (Bairnson) Chant  Christopher Cross – 4:07
10. One Day To Fly - (Elliott, English) Chant Graham Dye – 6:16
11. Blue Blue Sky - (Bairnson) Chant  Eric Stewart – 4:24

## Personnel
- Alan Parsons – Claviers, mix
- Andrew Powell – arrangeur et chef d'orchestre
- Eric Stewart – chant (1, 3, 11)
- Neil Lockwood – chant  (2, 5, 6)
- Steve Overland – chant  (7)
- Christopher Cross – chant  (9)
- Graham Dye – chant  (10)
- Peter Beckett – chœurs (6)
- Ian Bairnson – guitares, basse, synthétiseur
- John Giblin – basse
- Gary Sanctuary – claviers
- Richard Cottle – saxophone
- Stuart Elliott – batterie, percussions
- Christopher Warren-Green – chef d'orchestre
- Storm Thorgerson – pochette